# Inducteur de l'ovulation
Les inducteurs de l'ovulation sont des substances destinées à provoquer le phénomène d'ovulation (quand celle-ci n'est pas spontanée ou bien ne se fait que très épisodiquement) après avoir stimulé la maturation folliculaire et ayant obtenu une glaire cervicale de qualité supérieure ou un corps jaune plus adéquat.